# Folkuniversitetets gymnasium i Norrköping

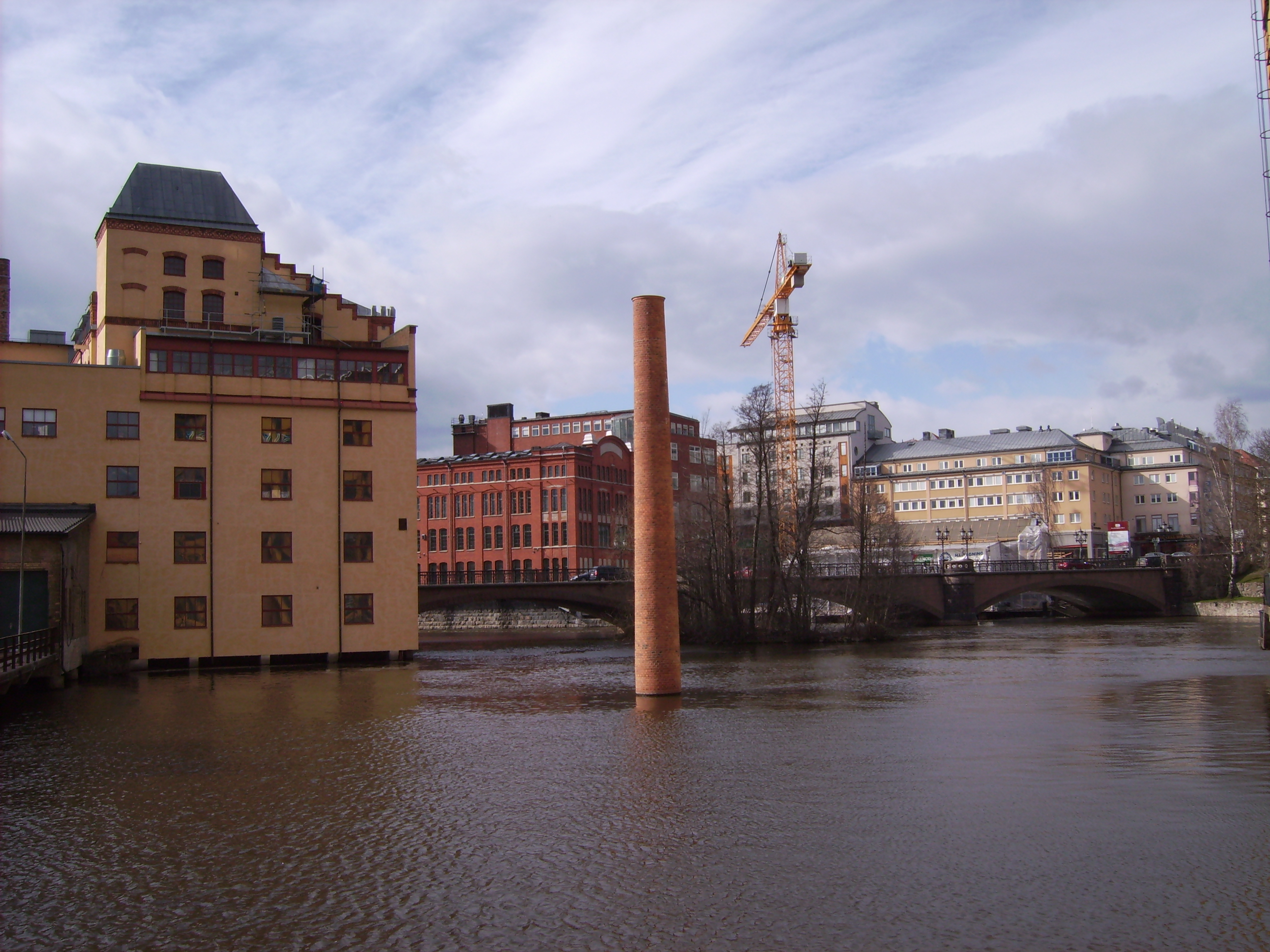
Från vänster:
Folkuniversitetets byggnad (innehåller även Film- och musikgymnasiet),
Kåkenhus (Campus Norrköping) och
Spetsen (Campus Norrköping)

Folkuniversitetets gymnasium i Norrköping, Carl Schwartzgymnasiet, f.d. Naturhumanistiska gymnasiet var en gymnasieskola i Folkuniversitetets regi. Skolan lades ned 2011. På skolan kunde eleverna läsa det naturhumanistiska programmet som i grunden är detsamma som det nationella naturvetenskapsprogrammet. Liksom på andra av Folkuniversitetets gymnasieskolor var språkstudier centrala.
Gymnasiet startade år 1999 och sedan dess var undervisningen främst förlagd till Folkuniversitetets lokaler på plan 5 i Norrköpings gamla lasarett. Till höstterminen 2007 samlades hela Folkuniversitetets verksamhet i Norrköping, inklusive gymnasiet, till nyrenoverade lokaler i industrilandskapet. Dessa lokaler innehåller även studieförbundets dansstudio, som tidigare funnits i separata lokaler.